# Sedegliano
Sedegliano (tiếng Friulia Sedean) là một đô thị ở tỉnh Udine trong vùng Friuli-Venezia Giulia thuộc Ý, có cự ly khoảng 80 km về phía tây bắc của Trieste và khoảng 20 km về phía tây nam của Udine. Tại thời điểm ngày 31 tháng 12 năm 2004, đô thị này có dân số 3.796 người và diện tích là 50,4 km².
Đô thị Sedegliano có các frazioni (đơn vị cấp dưới, chủ yếu là các làng) Coderno, Gradisca, Grions, Rivis, San Lorenzo, và Turrida.
Sedegliano giáp các đô thị: Codroipo, Coseano, Flaibano, Mereto di Tomba, San Giorgio della Richinvelda, San Martino al Tagliamento, Valvasone.